# Casos e Acasos
Casos e Acasos é uma série de televisão brasileira produzida pela TV Globo e exibida de 3 de abril a 18 de dezembro de 2008.
Escrita por Daniel Adjafre e Marcius Melhem, teve direção de Jayme Monjardim e Alexandre Boury. A direção geral foi de Carlo Milani e a direção de núcleo de Marcos Schechtman (posteriormente substituído por Jayme Monjardim). 

## Antecedentes
Casos e Acasos teve um piloto do programa exibido em 26 de dezembro de 2007 como um "especial de fim de ano" da emissora. Mais tarde a série entrou pra grade fixa da emissora.

## Enredo
Em cada trama, acontecimentos inesperados desencadeavam novas situações e conduziam as narrativas para um desfecho inusitado. Os episódios misturavam drama, humor, romance e cotidiano.

## Elenco
O elenco se modificava uma semana por vez, mesclando atores consagrados pelo público com nomes pouco conhecidos na TV. Dira Paes, Fúlvio Stefanini, Fernanda de Freitas, Danton Melo, Fernanda Machado, Hugo Carvana, Ingrid Guimarães, Cristiana Oliveira, Guilherme Fontes, Tarcísio Filho, Marcos Winter, Marcelo Médici, Tato Gabus Mendes, Deborah Evelyn, Sílvia Pfeifer, Sérgio Marone, Mariana Xavier, Marília Pêra, Marcos Frota, Isabela Garcia, Emílio Orciollo Neto, Giane Albertoni, Paolla Oliveira, Carlos Vereza, Murilo Rosa, Samara Felippo, Tatyane Goulart, Aílton Graça, Rodrigo Lombardi, Miguel Thiré, Júlia Lemmertz, Wagner Santisteban, Juliana Didone, Lucélia Santos, Bárbara Borges, Marcos Caruso, Alinne Moraes, Fafy Siqueira, Carla Diaz, Elias Gleiser, Orã Figueiredo, Graziella Moretto, Marcos Palmeira, Mateus Solano, Eva Todor, Paulo José, Chris Couto, Cláudia Missura, Babu Santana, Aracy Balabanian, Lúcio Mauro, Fabíula Nascimento, Odilon Wagner, Thalita Carauta, Juliana Knust, Flávia Alessandra, Gillray de Coutinho, Rodrigo López e Ricardo Tozzi foram alguns dos atores que participaram dos episódios da série; outros participaram de mais de um episódio na temporada.

## Produção
A série teve 37 episódios exibidos as quintas-feiras no horário das 22:45, após o seriado A Grande Família.

## Episódios
| Episódio                                                                       | Data de exibição       |
| ------------------------------------------------------------------------------ | ---------------------- |
| O Encontro, o Assédio e o Convite                                              | 3 de abril de 2008     |
| O Colar, o Cachorro e o DVD                                                    | 10 de abril de 2008    |
| O Flagra, a Demissão e a Adoção                                                | 17 de abril de 2008    |
| O Triângulo, a Tia Raquel e o Pedido                                           | 24 de abril de 2008    |
| A Ex, a Promoção e o Vizinho                                                   | 1 de maio de 2008      |
| O Desejo Escondido, o Cara Deprimido e o Livro Roubado                         | 8 de maio de 2008      |
| A Prova, a Namorada e a Isca                                                   | 15 de maio de 2008     |
| A Escolha, a Operação e a Outra                                                | 22 de maio de 2008     |
| O Trote, o Filho e o Fora                                                      | 29 de maio de 2008     |
| O Presente, a Sociedade e a Tentação                                           | 5 de junho de 2008     |
| O Concurso, o Vestido e a Paternidade                                          | 12 de junho de 2008    |
| A Foto, a Troca e o Furto (título alternativo: "O Bombeiro, o Furto e a Foto") | 19 de junho de 2008    |
| O Colchão, a Mala e a Balada                                                   | 26 de junho de 2008    |
| O Carro, o Email e o Rapper                                                    | 3 de julho de 2008     |
| A Nova Mulher, o Chefe e o Dia Fértil                                          | 10 de julho de 2008    |
| A Blitz, o Presente e os Filhos                                                | 17 de julho de 2008    |
| O Diagnóstico, o Fetiche e a Bebida                                            | 24 de julho de 2008    |
| Quem Mandou o Bombom, Quem É Amanda e Quem Passou a Noite Comigo               | 31 de julho de 2008    |
| O Beijo, a Foto e o Empréstimo                                                 | 7 de agosto de 2008    |
| A Noiva, o Desempregado e o Fiscal                                             | 14 de agosto de 2008   |
| A Visita, o Vestibular e os Ingressos                                          | 28 de agosto de 2008   |
| A Vaga, a Entrevista e o Cachorro-Quente                                       | 4 de setembro de 2008  |
| O Encontro Inesperado, o Homem e a Estreia Confusa                             | 11 de setembro de 2008 |
| As Testemunhas, o Hóspede e os Amantes                                         | 18 de setembro de 2008 |
| A Aliança, a Queixa e a Revista                                                | 25 de setembro de 2008 |
| O Teste, o Gato e o Rejeitado                                                  | 2 de outubro de 2008   |
| A Dominatrix, a Venda e a Babá                                                 | 9 de outubro de 2008   |
| A Aliança, a Queixa e a Revista                                                | 16 de outubro de 2008  |
| A Fuga Arriscada, a Nova Namorada e o Recheio de Bolo                          | 30 de outubro de 2008  |
| Ele É Ela, Ela É Ele e Ela ou Eu                                               | 6 de novembro de 2008  |
| O Parto, o Batom e o Passaporte                                                | 13 de novembro de 2008 |
| A Volta, a Cena e as Férias                                                    | 20 de novembro de 2008 |
| A Ciumenta, o Ciumento e o Ciúme                                               | 27 de novembro de 2008 |
| A Câmera Escondida, o Chá de Fralda e o Porta-Mala                             | 4 de dezembro de 2008  |
| O Papai Noel, a Perna Quebrada e o Presépio                                    | 18 de dezembro de 2008 |